# Petco Park
Petco Park es un estadio de espacio abierto en el centro de San Diego, California, Estados Unidos. El estadio abrió en el 2004, reemplazando al Estadio Qualcomm como la sede del equipo de las Grandes Ligas de Béisbol de los Padres de San Diego. Antes de eso, los Padres compartían el Estadio Qualcomm con el equipo de la NFL los Cargadores de San Diego. El estadio se llama así por la compañía minorista de suministros de animales petco, la cual tiene su sede en San Diego y paga por los derechos del nombre. Ya que la compañía minorista tiene su nombre en minúsculas, el escribir  "petco park" es correcto.
El estadio está localizado entre la 7.ª y la 10.ª Avenida, al sur de la Calle J. La parte sur del estadio está rodeada por las vías del trolley de San Diego a lo largo de la parte norte de Harbor Drive (en la cual sirve al Centro de Convenciones de San Diego). La sección de la Calle K entre la 7.ª y la 10.ª Avenida está ahora cerrada para los automóviles, y sirve como una calle peatonal a lo largo del jardín central del estadio (y provee acceso al "Park at the Park" detrás del jardín central), con la entrada del campo trasero del estadio localizadas en la intersección con la 7.ª y la 10.ª Avenida. La entrada principal, detrás de la base meta, está en el extremo sur de la 10.ª Avenida (en Imperial), con cara a la terminal de los semáforos ferroviarios del trolley de San Diego, en la estación 12 e Imperial.

## Características y diseño
PETCO Park se diferencia a sí mismo de otros estadios de béisbol de las Grandes Ligas construidos en la misma década al evadir el estilo retro de ladrillos rojizos y asientos verdes. El estadio está chapado en arenisca y estuco; sus columnas de acero están pintadas en blanco con 42,445 asientos pintados en azul marino oscuro. El diseño está destinado a evocar el color arena de los acantilados y playas de San Diego, el azul por el océano, y el blanco por las velas de los botes cerca de la bahía.[cita requerida]
Los arquitectos HOK Sport y el diseño de Antoine Predock atrajo a restaurantes, oficinas administrativas y otras amenidades en edificios adjuntos al estadio. Como resultado, la confluencia del estadio están abiertas y no solo en el jardín de juegos si no que para el resto de la ciudad. A diferencia de otros estadios al aire libre, en la cual el bateador esta cara al noreste, en PETCO el bateador mira hacia el norte, y los espectadores miran la bahía de San Diego y el panorama urbano de San Diego y los asientos del jardín izquierdo, al igual tienen una vista del Balboa Park, que alberga al Zoológico de San Diego, y también tienen vista al jardín central. El San Diego Union-Tribune honoró al estadio en 2006 con el premio de la Orquídea por su diseño.

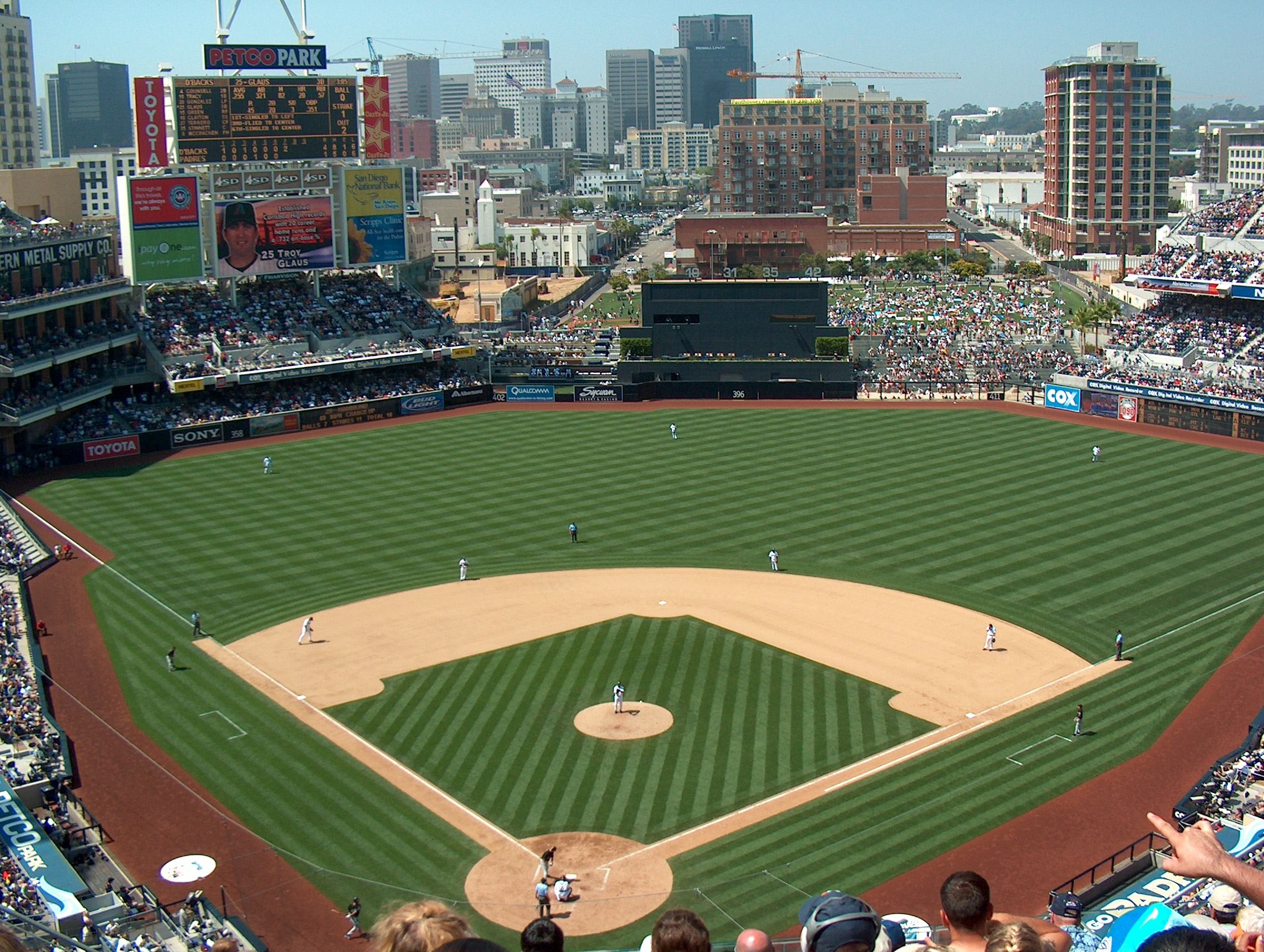
El interior de PETCO Park con el panorama urbano de San Diego (y algunas torres en construcción) en el fondo.

La dirección oficial de PETCO Park es 19 Tony Gwynn Way, en honor del bateador y campeón por ocho veces de la Liga Nacional que vistió el número del uniforme durante toda su carrera en las Grandes Ligas con los Padres. Una estatua de 3 metros (10 pies)  Gwynn fue puesta el 21 de julio de 2007.
El "Park at the Park", una berma pendiente cubierta de hierba por encima de la valla del campo trasero, es abierta durante los juegos, permitiendo que los fanáticos se sienten y miren los partidos por tan solo $5. Cuando no se juega, el Park at the Park funciona como un área abierta para los residentes del área. Una característica inusual del PETCO Park es que una de las zonas de calentamiento de lanzadores está detrás de las paredes del campo trasero mientras que las otras zonas de calentamiento están en territorio emporcado. La zona de calentamiento para los Padres está localizado detrás de las paredes del jardín izquierdo-central mientras que la zona para visitantes está en el territorio emporcado en la sección de la primera base.
Una pantalla gigante LED de 30-por-53 pies (9 x 16 m), apodada FriarVision, ofrece a los espectadores repeticiones instantáneas y gráficas, incluso directamente a la luz del sol. Sobre FriarVision en el jardín derecho stands se encuentra un marcador de 34-por-80 pies (10.4 x 24.4 m) Matrix  mostrando gráficas animadas y ovaciones a los jugadores, alineación de jugadores, estadísticas e información del juego. A lo largo de los corredores superiores están las pantallas de vídeo LED que muestra también animaciones y gráficas. La que está cerca de la primera base es de 3 pies por 236 pies (1 x 72 m) mientras la que está en la tercera base es de 3 pies por 252 pies (1 x 77 m).

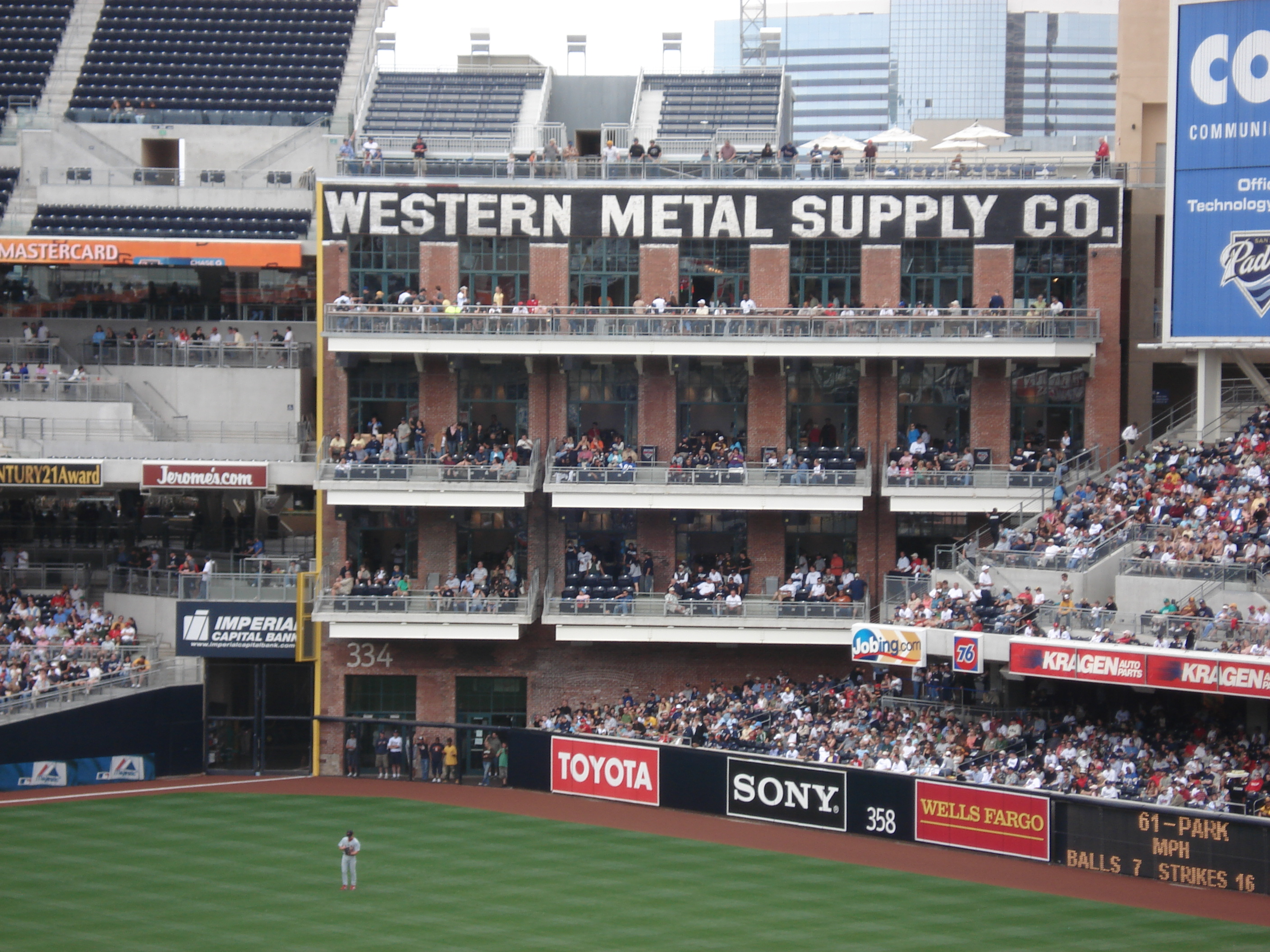
Vista del Western Metal Building durante un juego.

Un excelente ejemplo de adaptividad aprovechada, es el edificio Western Metal Supply Co., una estructura de cien años de edad construida de ladrillos que estaba programada para ser demolida para darle espacio al PETCO Park, fue salvada e incorporada al diseño del estadio. El edificio fue renovado y contiene tiendas de los Padres, suites privadas, un restaurante y asientos en el techo. La esquina sureste del edificio funciona como el jardín izquierdo, y está protegido por franjas amarillas de hierro de forma angular.
Los fanáticos en concesión, están en bares, restaurantes o los que deambulan pueden ver la acción en 244 pantallas de televisión de alta-definición y 500 televisiones de definición estándar. Más de 500 computadoras-bocinas controladas en el parque ofrecen la señal como "señal distribuidas," eliminando las demoras de audio desde el banco central de bocinas, como el sistema del Estadio Qualcomm. Cuatro cámaras estacionarias, una cámara itinerante y el uso de seis cámaras de televisión proveídas por Cox ofrecen vídeos para las pantallas del parque.
El estadio no solo se ha adaptado de forma natural al entorno sino que tras seis años de funcionamiento ha causado un impacto muy positivo sobre las arcas de la ciudad.

## Historia

### Construcción
El estadio fue construido por los Constructores de Estadios de San Diego, una compañía colectiva con Clark Construction, Nielsen Dillingham y Douglas E. Barnhart, Inc. La construcción costó alrededor de $450 millones fue parcialmente fundada por Center City Development Corporation y San Diego Redevelopment Agency. El estadio estaba destinada a ser parte de un plan integral para revitalizar el envejecimiento del centro de San Diego, particularmente en el área de East Village al este del Gaslamp Quarter. El estadio está localizado a través de Harbor Drive desde el Centro de Convenciones de San Diego, y su entrada principal está en la parte trasera de la base meta y está localizado a dos cuadras de la terminal del   trolley de San Diego.
El estadio estaba originalmente programado para abrir en el 2002, sin embargo, la construcción había estado temporalmente suspendida debido a razones legales y políticas. Una de las razones fue una decisión de la corte en la cual anulaba una preposición que había sido pasada (aprobación de la ciudad para una parte de la financiación), en la cual exigía que la propuesta se tenía que someter a los votantes por segunda vez. Otro retraso surgió debido al edificio del Western Metal Supply Co. que había sido declarado como Monumento Histórico, lo que prevenía su demolición. Después de audiencias tribunales, se determinó que el estatus del monumento solo aplicaba a la fachada exterior,  ya que estaba apoyado por las fotografías exteriores de los inicios del skyline o panorama urbano de San Diego, después de eso, el edificio fue renovado e incluido en el diseño del estadio.
Los retrasos dieron resultado a que los Padres jugarán la temporada de 2002 y 2003 en el Estadio Qualcomm.

### Eventos e hitos
El primer juego jugado de béisbol en PETCO Park, fue el 11 de marzo de 2004, fue el primer juego de cuatro equipos del torneo de invitación de la NCAA hecho por la Universidad Estatal de San Diego. El equipo de béisbol de Aztecas del Estatal de San Diego, en la cual el jugador retirado de los Padres Tony Gwynn era el entrenador, en la que terminaron siendo el equipo ganador.
El 15 de abril de 2004 Mark Loretta hizo el primer home run de los Padre a Hideo Nomo de Los Angeles Dodgers. Fue capturado por Mike Hill, un bartender en Kansas City Barbecue.
El primer concierto en el estadio fue el 11 de noviembre de 2005, cuando los The Rolling Stones tocaron.
El 18 y 20 de marzo de 2006, el estadio fue la sede de la semifinal y finales del primer Clásico Mundial de Béisbol.
Entre 2007 y 2009, PETCO Park fue sede del Seven de Estados Unidos, un evento de selecciones nacionales de rugby 7 de la Serie Mundial de Seven de la IRB.
El 17 de abril de 2008, los Padres y Rockies jugaron en una entrada de 22, el juego más largo hecho en la historia de PETCO Park. Los Rockies ganaron el juego con una puntuación de 2-1. Fue el juego más largo de la MLB en casi 15 años.
El 4 de noviembre de 2008, la Reina del Pop Madonna se presentó en el marco de su gira Sticky&Sweet Tour, recordando esa noche entre los fanes como Obama´s Night, ya que Madonna celebró junto al público el triunfo de la presidencia de Barack Obama.
El 14 de junio de 2010 se produjo un pequeño terremoto durante el partido entre Padres y Blue Jays.
El 12 de julio de 2016, fue escenario de Juego de Estrellas, la tercera en la historia del equipo.
En 2019, gracias a un acuerdo entre los propietarios del estadio y la promotora de eventos Live Nation, se inauguró un espacio para conciertos denominado Sycuan Stage dentro del área "Park at the Park". El recinto tiene capacidad para más de 6000 asistentes y es el primero de su clase al aire libre en estar ubicado dentro de un estadio de la Major League Baseball.
Petco Park se usó como escenario el juego de Holiday Bowl, un tazón de fútbol americano universitario en los años 2022 y 2023.

### Protestas de PETA
Durante la construcción del estadio, los Padres ofrecieron a los fanáticos la oportunidad de comprar tabiques afuera del corredor para dedicárselas. Después de esto, PETA compró un ladrillo y protestó a PETCO por el trato de los animales al esconder un mensaje secreto en los grabados. El ladrillo decía, "Break Open Your Cold Ones! Toast The Padres! Enjoy This Championship Organization!" La primera letra de cada palabra decía, "BOYCOTT PETCO."  (BOICOTEEN PETCO en español). Los padres decidieron de dejar los ladrillos, diciendo que no todos iban a entender el mensaje secreto de los ladrillos.

## Galería de fotos

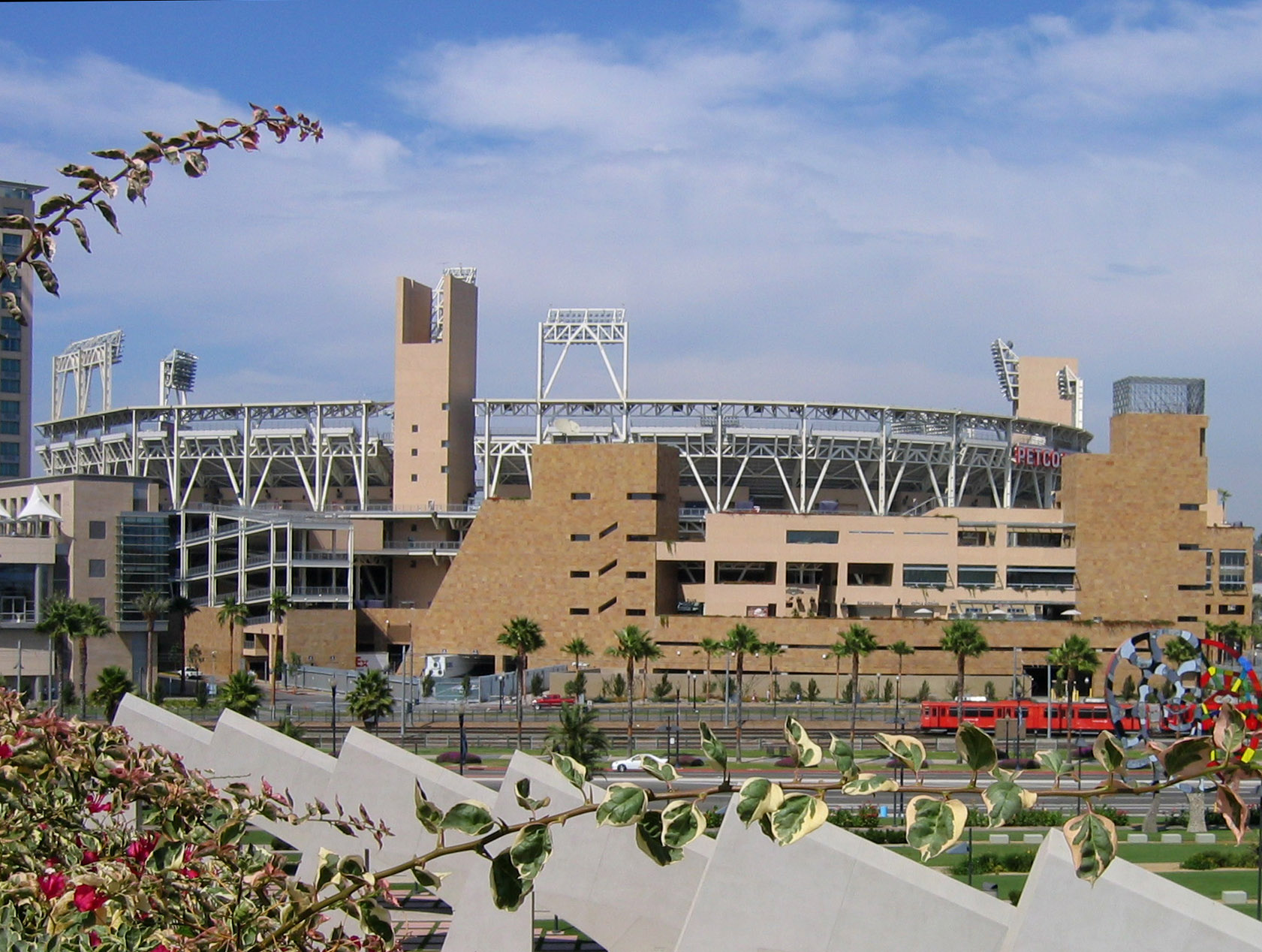
Toma exterior del estadio.
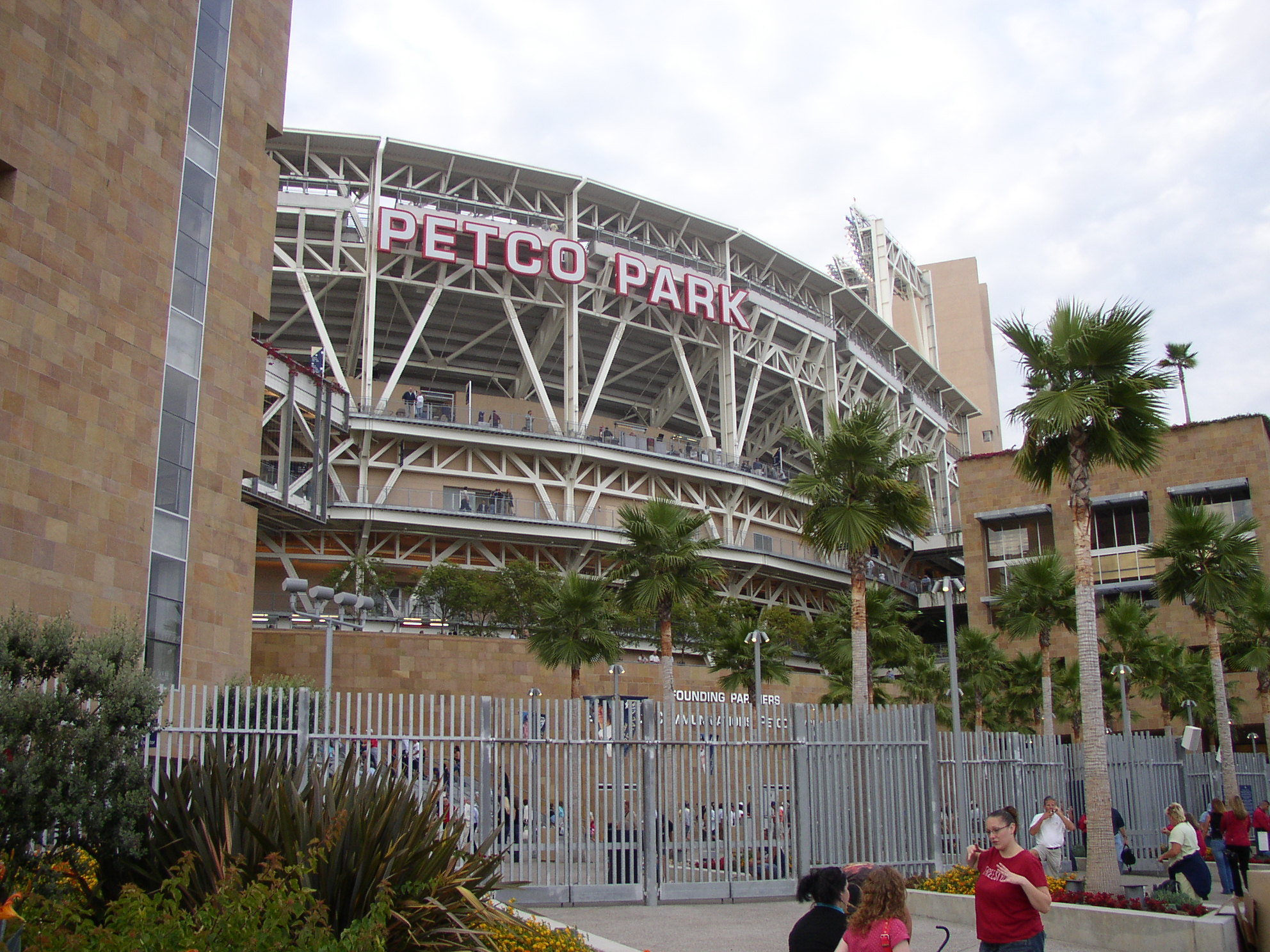
Base meta (principal) y entrada al PETCO Park.
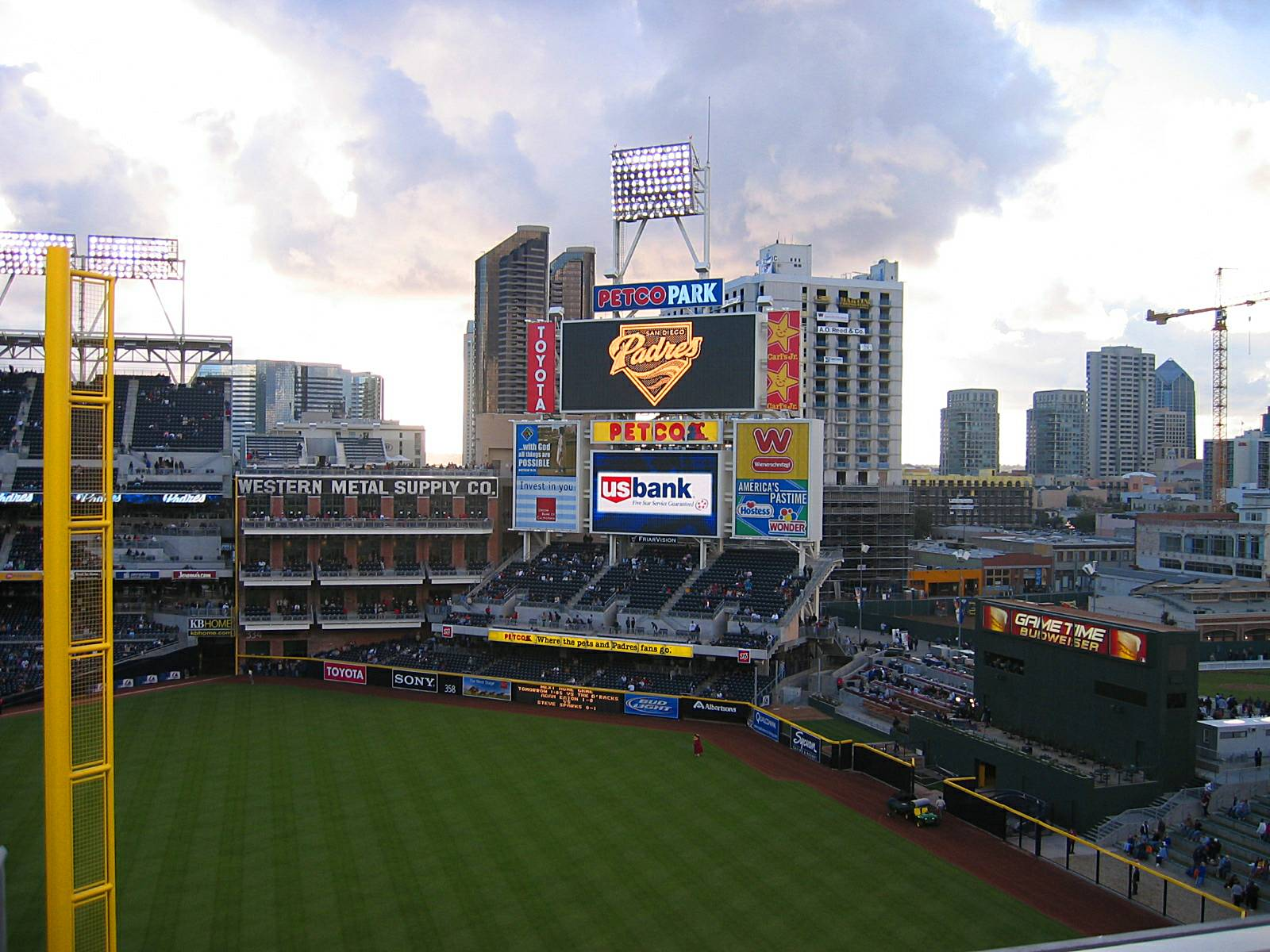
El marcador de puntuación y el panorama de San Diego.
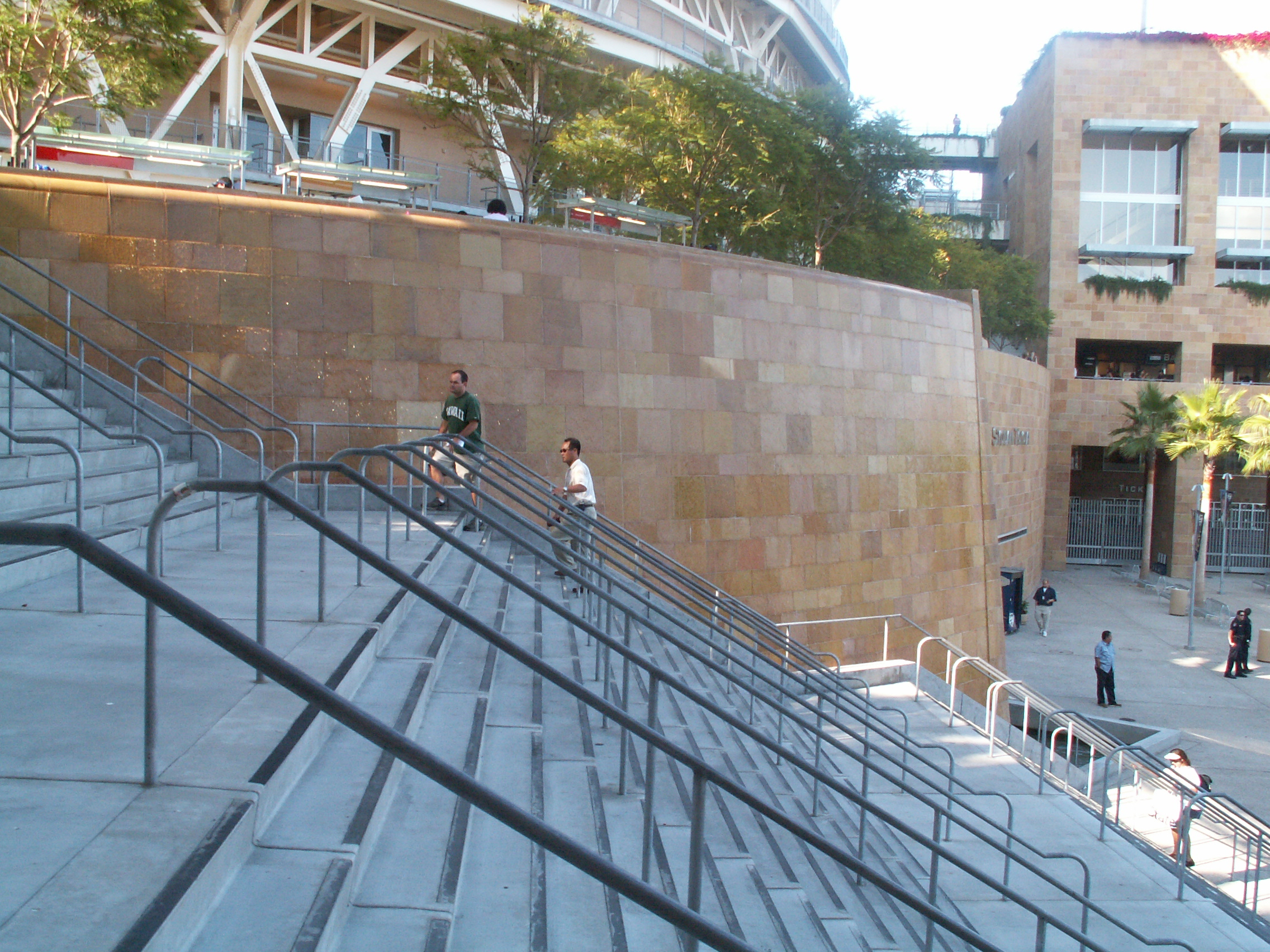
Escaleras en la entrada principal al PETCO.
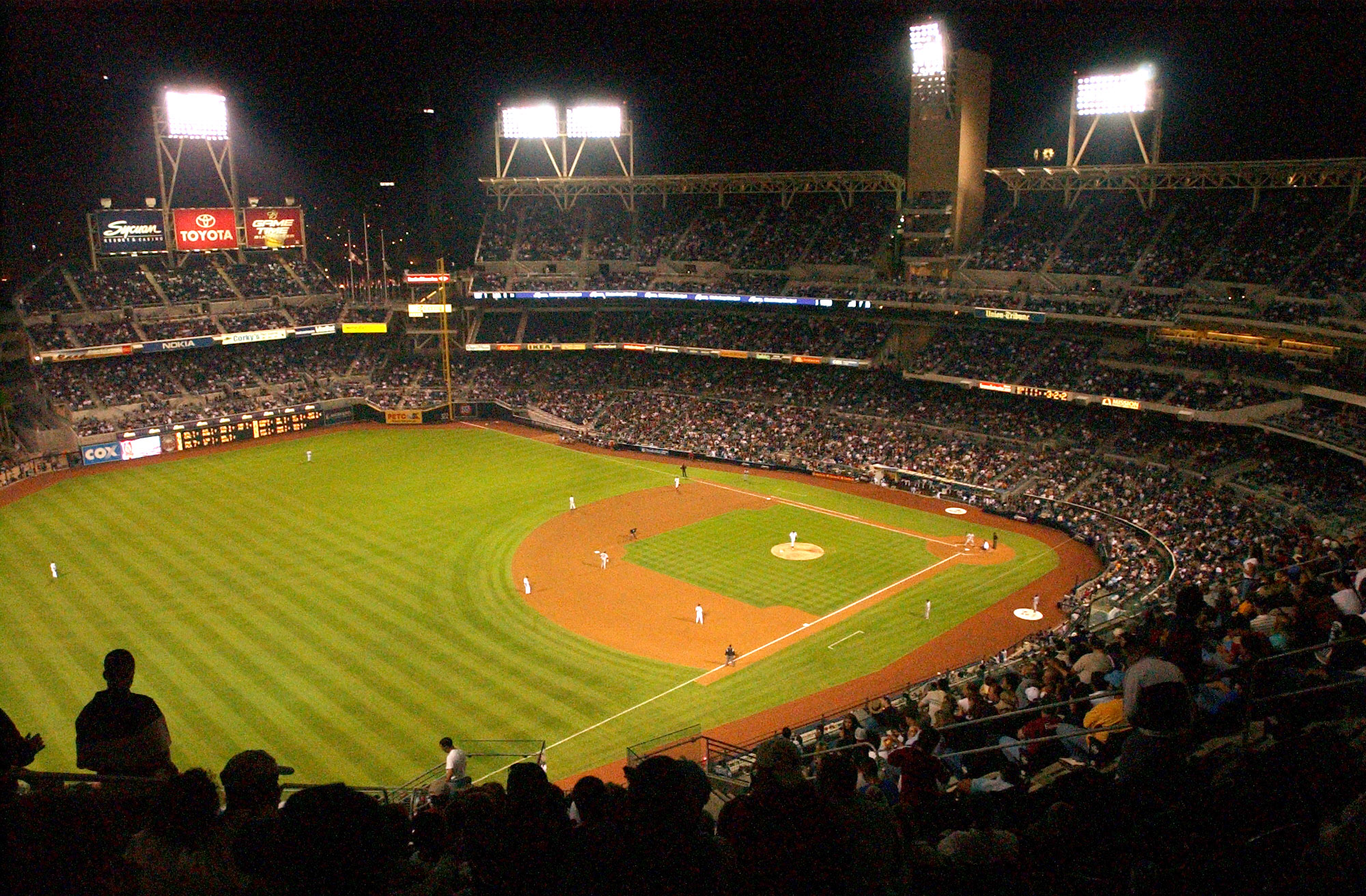
PETCO en la noche.
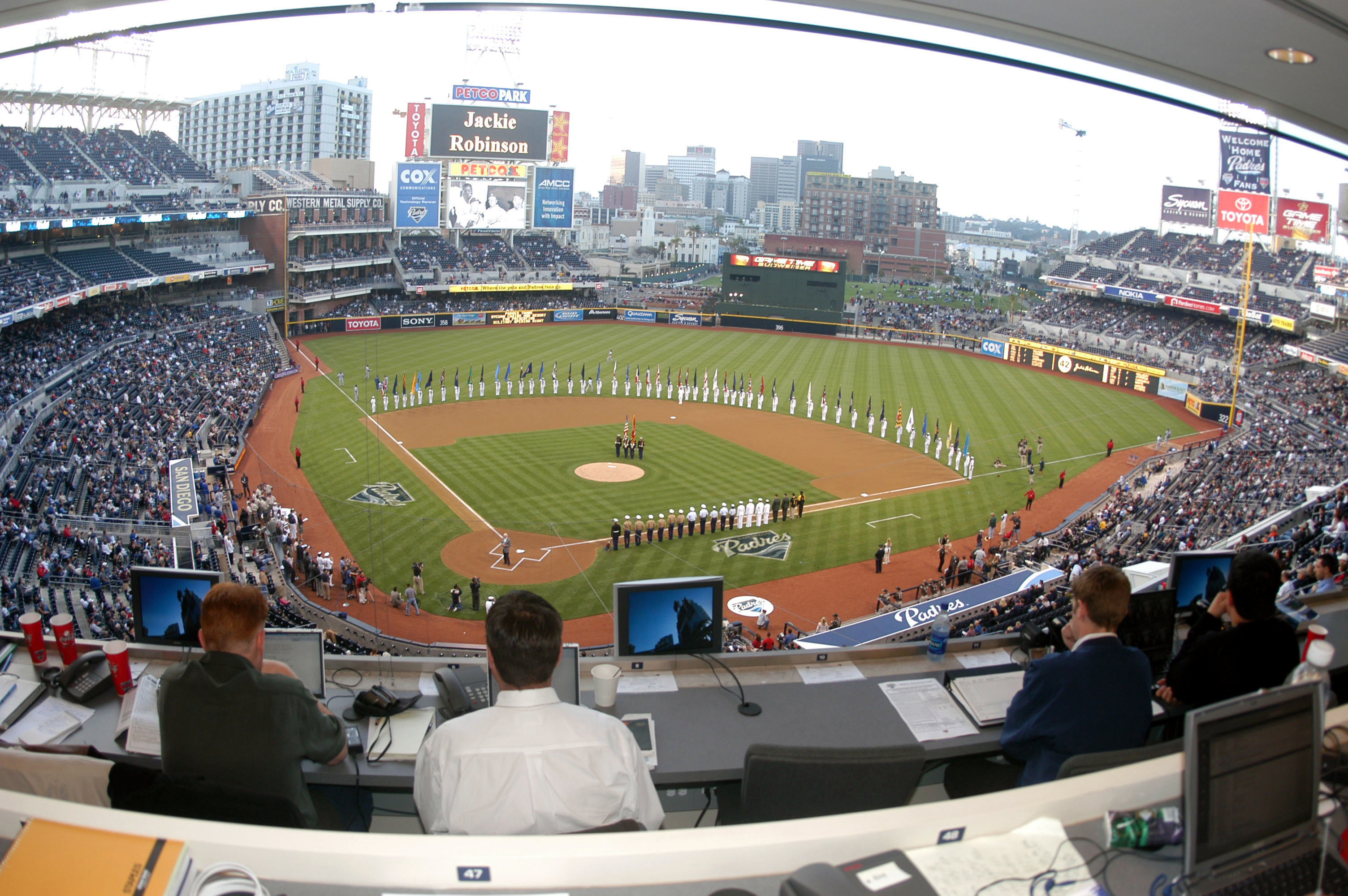
Vista del interior del PETCO.
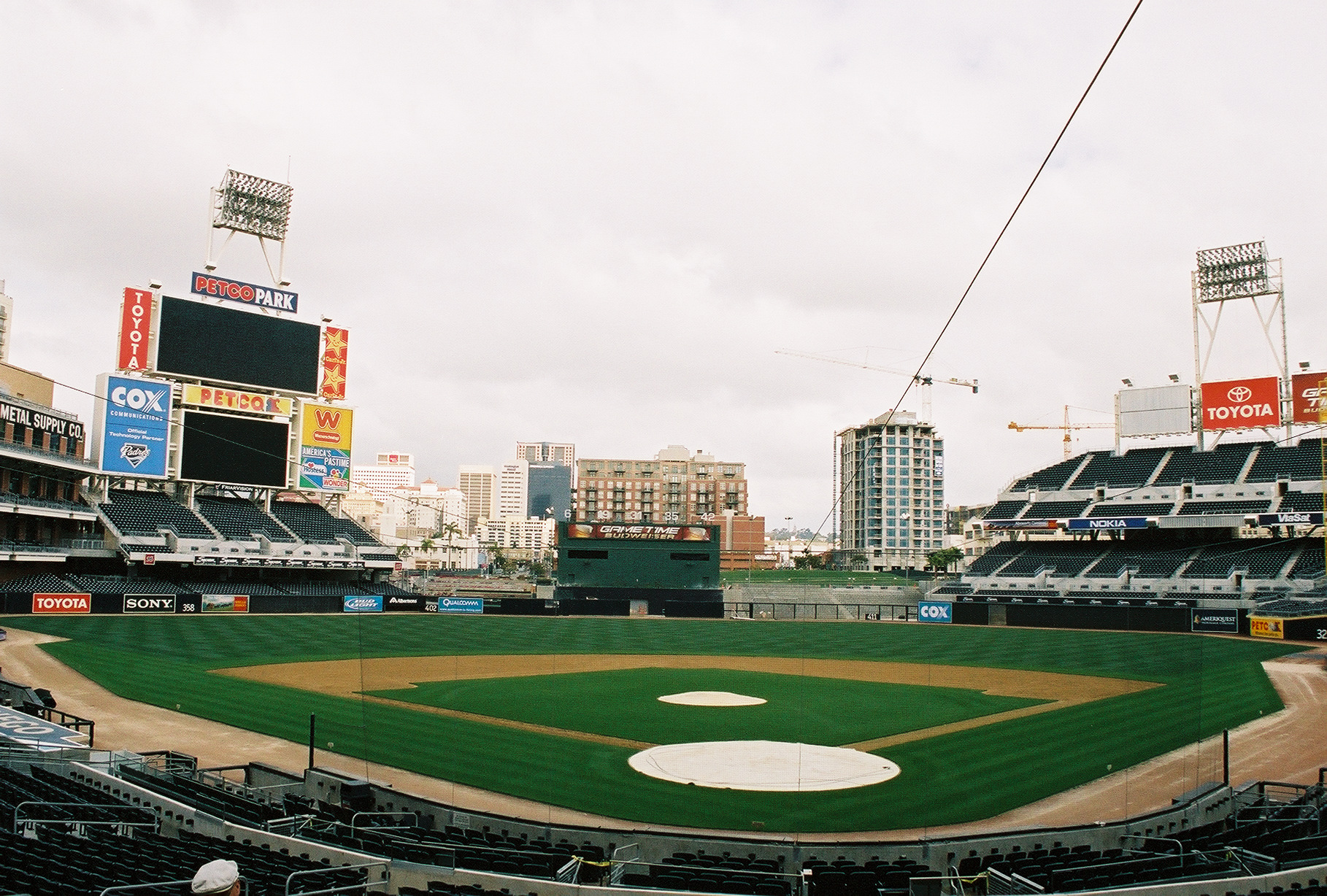
El estadio vacío durante temporada baja.
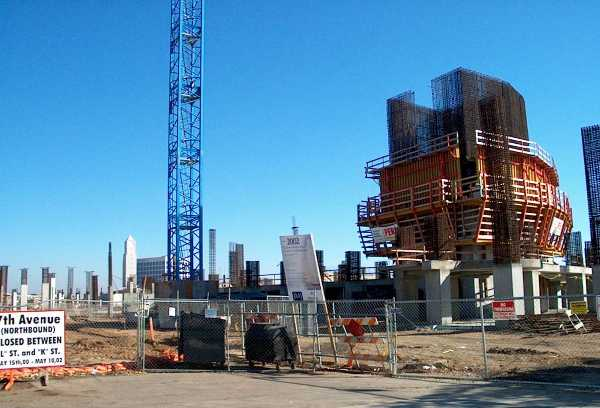
PETCO Park en construcción en 2001.